# 석녀
"석녀"는 1969년 공개된 대한민국의 영화이다.

## 배역
- 신성일
- 문희
- 남궁원
- 전양자
- 사미자